# Elise Egseth
Elise Egseth, född 12 maj 1985, norsk orienterare som ingick i silverlaget vid VM 2010. Totalt tre VM-medaljer som junior, varav ett guld.